# Юфей Чжан
В това китайско име фамилията е Чжан.
Юфей Чжан (на китайски: 张雨霏 или Zhāng Yǔfēi) е китайска състезателка по плуване, специализирана в спринтовите дисциплини на свободния стил и в бътерфлая.
Родена е в Сюджоу, Дзянсу, Китай. Тя е двукратна олимпийска шампионка от игрите в Токио (2020) и двукратна носителка на сребърен медал. Трикратна шампионка е от азиатските игри в Инчон (2014) и Джакарта (2018). Четирикратна олимпийска шампионка е от Летните младежки олимпийски игри 2014 в Нанкин през 2014 г.